# Taxe sur la valeur ajoutée en république démocratique du Congo
La taxe sur la valeur ajoutée en république démocratique du Congo a été mise en place, officiellement, le 1er janvier 2012. Son taux a été fixé à 16 %.

## Mise en œuvre
Entrée en vigueur au début de l'année 2012, la taxe sur la valeur ajoutée, ou TVA, remplace l'ancien impôt sur le chiffre d’affaires, ou ICA. À son lancement, une partie des opérateurs économiques du pays conteste la mise en place de cette nouvelle taxe et tente de la boycotter. 

## Taux et perception
L'impôt est géré par la Direction générale des douanes et accises (DGDA) en ce qui concerne Ies importations, et par la Direction générale des impôts (DGI) en ce qui concerne la consommation intérieure. Le taux courant de TVA est de 16 % pour la consommation intérieure et les importations. Il existe un deuxième taux de 0 % applicable aux exportations.